# Chloractis tanaoptera
Chloractis tanaoptera är en fjärilsart som beskrevs av Louis Beethoven Prout 1916. Chloractis tanaoptera ingår i släktet Chloractis och familjen mätare. Inga underarter finns listade i Catalogue of Life.